# دخمه و گورستان جاسک
 دخمه و گورستان جاسک  واقع در بخش مرکزی شهرستان بندر جاسک استان هرمزگان، یکی از نقاط دیدنی استان هرمزگان در جنوب ایران است. 
«دخمه و گورستان‌های تاریخی جاسک»، این دخمه‌ها در ۱۵ کیلومتری شمال خاوری شهر جاسک در محلی به نام سعادتمند، در بالای کوهی، دخمه و گورستان افسانه آمیزی وجود دارد که دیرینگی آن‌ها به پیش از اسلام، تخمین زده شده‌است . این دخمه‌ها از مناطق مهم گردشگری شهرستان جاسک می‌باشد.

## منبع
- زنده دل، دستیاران، حسن. (مجموعه کتابهای راهنمای جامع ایرانگردی استان هرمزکان)  ج۱. چاپ وانتشار سال ۱۹۹۸ میلادی.